# Gypona tela
Gypona tela är en insektsart som beskrevs av Delong och Hermann Julius Kolbe 1975. Gypona tela ingår i släktet Gypona och familjen dvärgstritar. Inga underarter finns listade i Catalogue of Life.